# غايوس أوكتافيوس (قنصل)

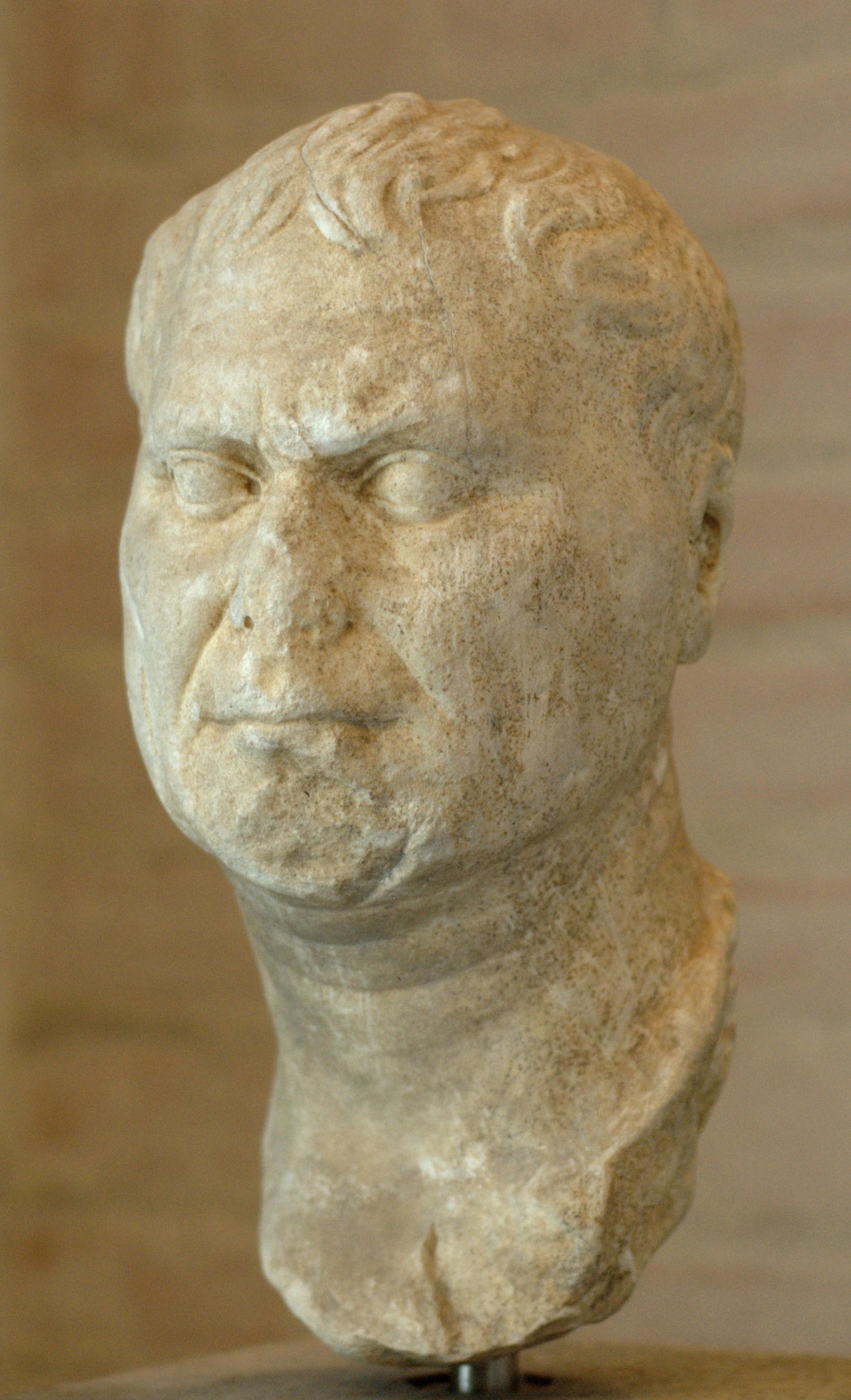
رأس تمثال، يُعتقد أنه غايوس أوكتافيوس، حوالي 60 ق.م، ميونخ جليبوثيك

غايوس أوكتافيوس (عن 100 – 59 ق. م) كان سياسي روماني.
كان السلف للأباطرة الرومان في سلالة جوليو كلاوديان. كان والد الإمبراطور أغسطس، جدّ الإمبراطور تيبيريوس، الجدّ الأكبر للإمبراطور كلوديوس، الجدّ الأكبر للإمبراطور كاليغولا، والجد الأكبر الأكبر للإمبراطور نيرون. كان من سلالة فليتري، وهو سليل فرع فروسية قديمة وثرية من عائلة أوكتافيا. على الرغم من كونه من عائلة ثرية، إلا أن عائلته كانت من الطبقة العامية، وليست أرستقراطية. كنابغ ("رجل جديد")، لم يكن من عائلة سينتورية (تابعة لمجلس الشيوخ). جاهد جده، غايوس أوكتافيوس، كحاكم عسكري في صقلية خلال الحرب البونيقية الثانية. كان والده، غايوس اوكتافيوس، قاضيا في بلدية عاش حتي سن متقدمة.